# Dicella conwayi
Dicella conwayi är en tvåhjärtbladig växtart som beskrevs av Henry Hurd Rusby. Dicella conwayi ingår i släktet Dicella och familjen Malpighiaceae. Inga underarter finns listade i Catalogue of Life.